# AdBlue
AdBlue（アドブルー）は、ディーゼルエンジンによる大気汚染を低減させるために使用される尿素SCRシステムにおいて還元剤として用いられる高品位尿素水。
組成は尿素32.5%、脱イオン化純水67.5%から成る液体となり、ディーゼル車に取り付けられた触媒内部の排気ガスに対し直接噴霧することで大気汚染の原因とされる窒素酸化物（NOx）を窒素（N）と水（H2O）に還元する。尿素水は無色、無害の液体であり、化粧品や医薬品、肥料などの分野でも利用されており、無害で安全な製品であることから取り扱いに特別な資格も必要としない。
国際標準化機構（ISO）22241にて、32%尿素水溶液の意味である AUS 32（Aqueous Urea Solution 32%）として規格化されており、日本国内やヨーロッパではAdBlueの名称で普及しているが、これはドイツ自動車工業会（VDA）による登録商標（ブランド）であり、商標権を得ていない地域ではディーゼル排気液（Diesel Exhaust Fluid, DEF）の名称や、規格名であるAUS 32の名称で販売が行われている。

## 作用原理

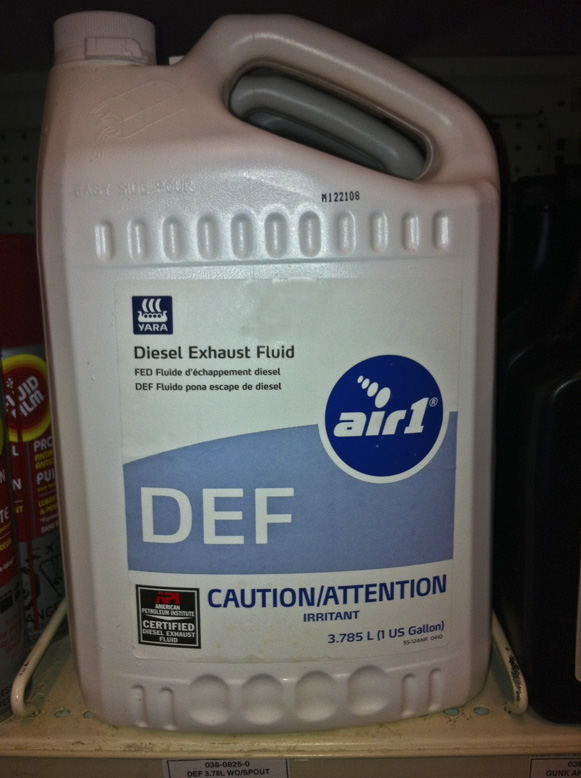
カナダで販売される1ガロン（3.785リットル）入りのもの

AdBlueは尿素（(NH2)2CO）を32.5%含む。排気ガス中にAdBlueを噴射することで尿素が熱分解されイソシアン酸が得られる。
(NH2)2CO → NH3 + HNCO
イソシアン酸が水分により加水分解され二酸化炭素とアンモニアとなる。
HNCO + H2O → CO2 + NH3
即ち、下記の反応を呈する。
(NH2)2CO + H2O → 2 NH3 + CO2
アンモニアは酸素と触媒の存在下で窒素酸化物を窒素と水蒸気に還元する。
4 NO + 4 NH3 +  O2 → 4 N2 + 6 H2O
6 NO2 + 8 NH3 → 7 N2 + 12 H2O
尿素による窒素酸化物削減の反応を記す。
2 (NH2)2CO + 4 NO + O2 → 4 N2 + 4 H2O + 2 CO2
4 (NH2)2CO + 6 NO2 → 5 N2 + 8 H2O + 4 CO2

## 寒冷条件下の運用
AdBlueは摂氏氷点下11度で凍結するため、寒冷時の尿素SCR触媒の作動には、AdBlueが数分以内の短時間で解凍されることが望ましく、アメリカ合衆国環境保護庁 (EPA) は2010年に、タンク内すべての尿素水が70分以内に解凍されることを求めている。
通常は、エンジンから尿素水タンクへ冷却水管を配して排熱で解凍するが、冷却水温が上昇する時間が必要で、尿素水をすべて解凍するまで1時間近く要することもある。短時間で解凍するために電熱ヒーターを尿素水タンクに備えることもあるが、過熱超過による尿素の分解を防ぐためにPTCヒーターなどで摂氏50 - 60度を超えないよう制御する。

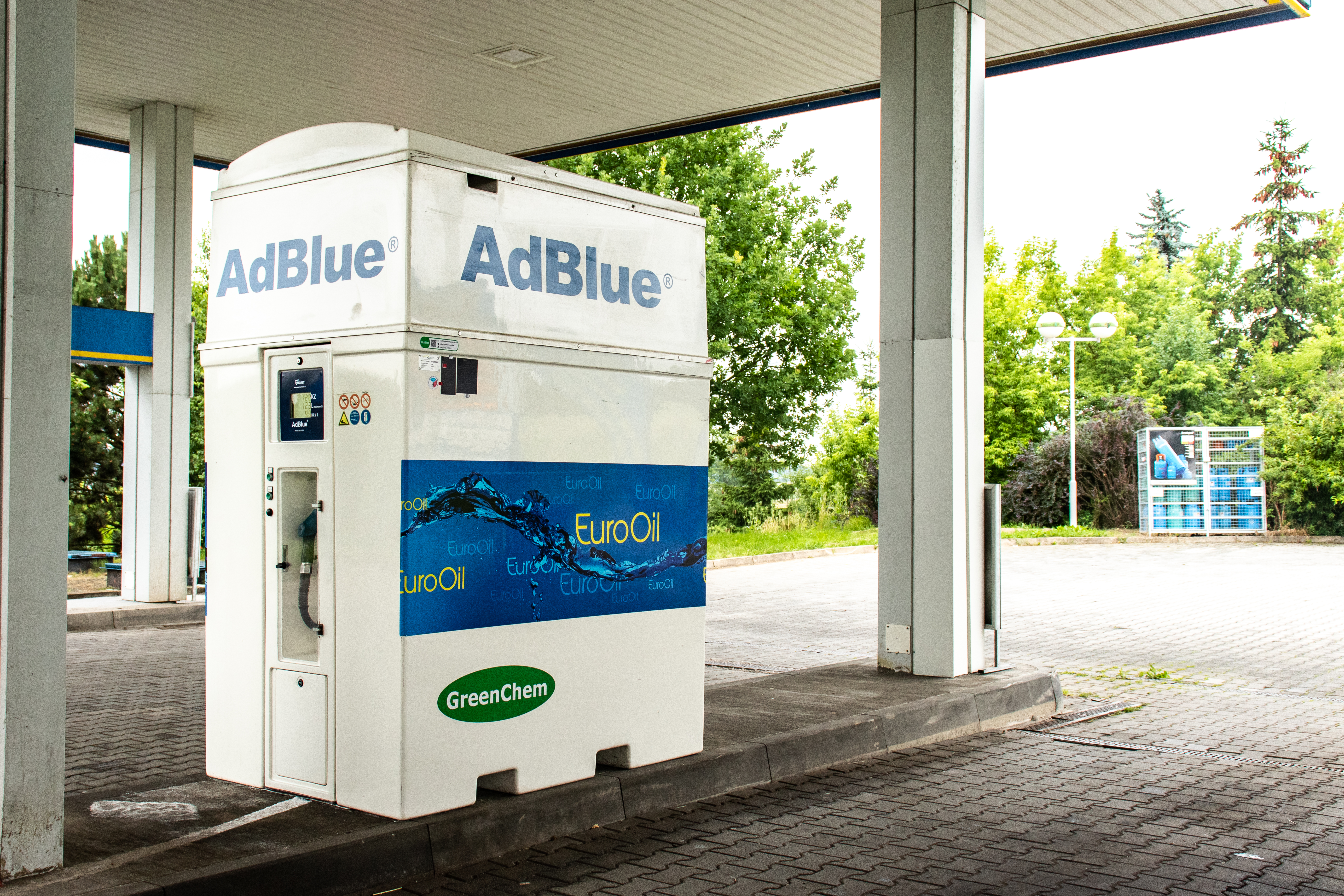
ガソリンスタンドに設置されたAdBlue専用計量器
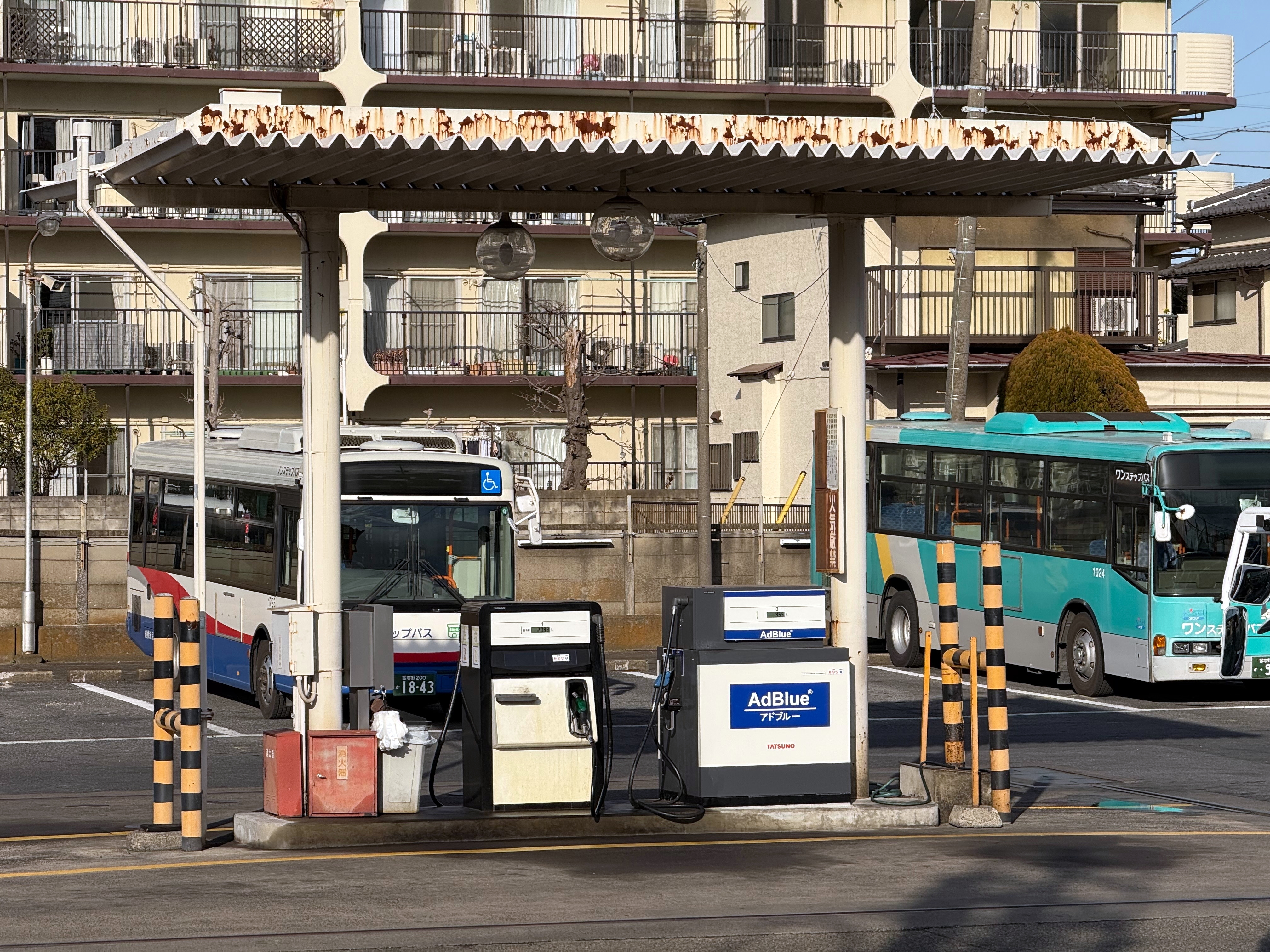
バス事業者の営業所に設置されたAdBlue用の計量器（右）と軽油用の計量器（左）

## 貯蔵と取り扱い
尿素SCRシステムは尿素水の純度に敏感で、溶媒は純水である。尿素水は無色透明かつ人体に対して無害で通常は安全に取り扱えるが、金属に腐食性を有するために貯蔵と輸送は注意が求められる。
車両では車上タンクに貯蔵され、計量されて排気内に噴射される。噴射量はエンジンコントロールユニット (ECU) がエンジンの運転状況に基づいて制御する。通常の噴射量は燃料消費量のおよそ2 - 6％程度である。噴射量を低く抑えることで補充間隔を伸ばしたり、タンクの容量を削減することでトラックなどの貨物車は車両総重量の関係上、最大積載量への影響を低減させることが可能となる。
主に尿素SCRシステムを搭載した車種を扱うディーラーや大型車対応のガソリンスタンドなどが販売するほか、車両を運用する事業者の拠点が取り寄せる場合もある。大型車対応ガソリンスタンドや拠点内スタンドに計量器を設置する場合、多くで燃料の計量器と隣接した位置に設置され、車両を移動することなく燃料とAdBlueの両方が補充可能である。事業者の拠点内の整備工場内で、中間バルクコンテナやバッグインボックスに常備することもあり、枯渇対策の応急用に車載できる小型パウチもあるが、直射日光が当たらない、通気がよく涼しく乾いた場所の保管が望ましい。

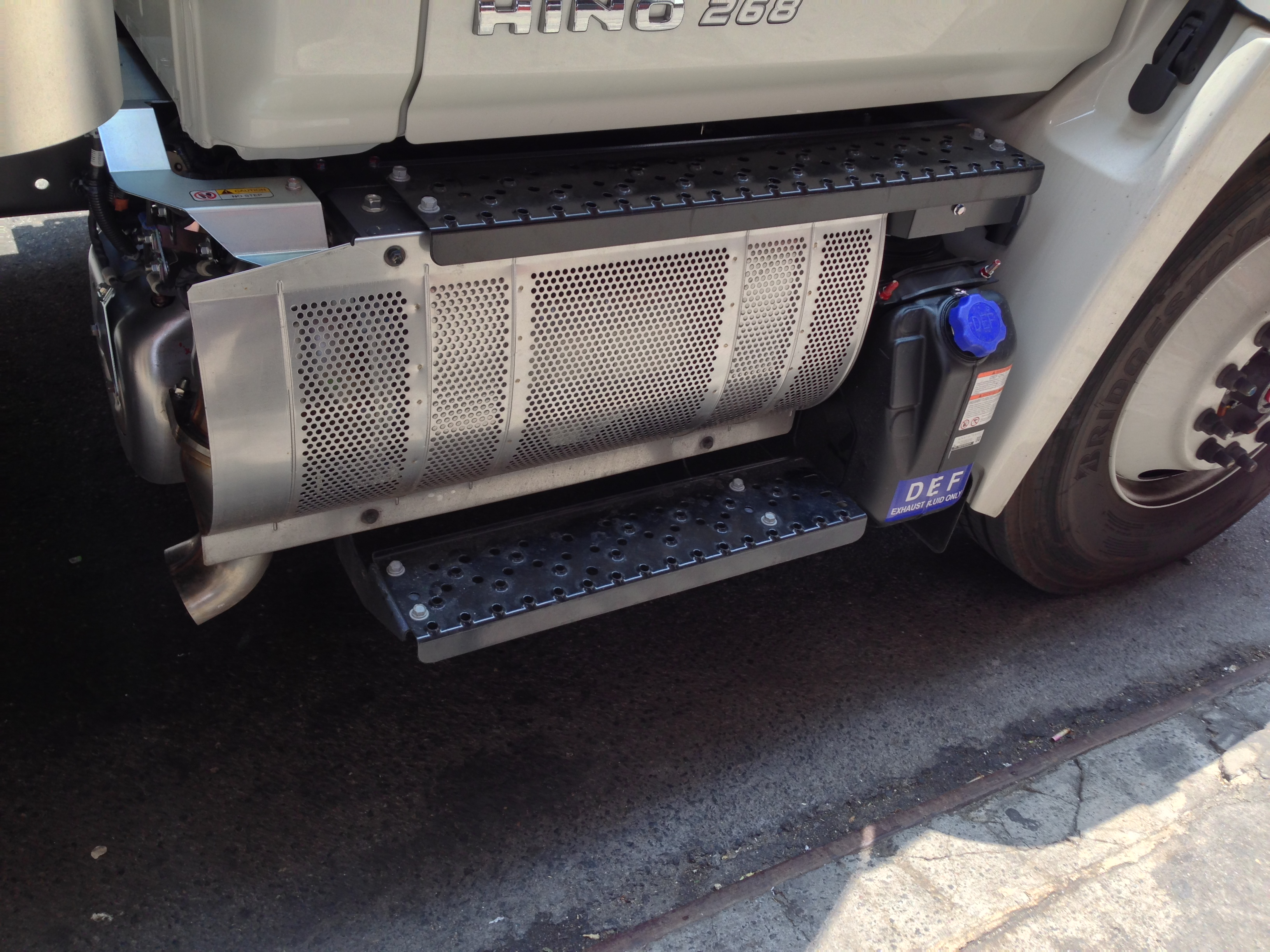
日野自動車の北米仕様車「日野・600」に取り付けられた尿素水タンク。青いキャップが取付られDEFの表示がされている。
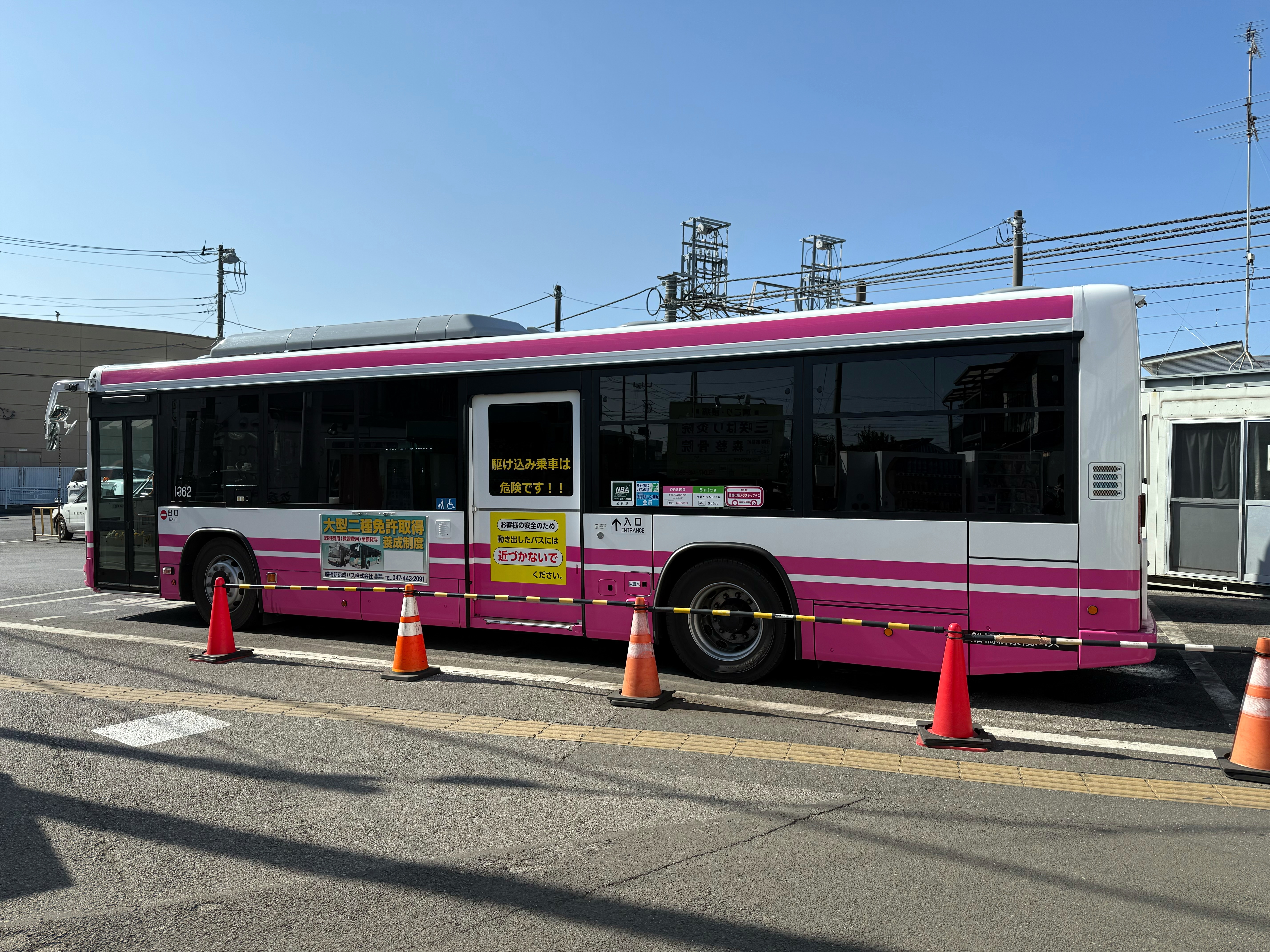
いすゞ・エルガの側面。軽油の給油口（前輪上）とAdBlueの給水口（後輪の前寄り）が明記されている。

### 航空機誤給油による事故
空港で使用される地上サービス車両にDEFが必要となる場合があるが、その保管と表示には細心の注意が必要である。航空燃料の凍結防止添加剤である燃料システム結氷防止剤 (SFII) は、DEFと酷似しているため、アメリカでは誤って航空機にDEFを給油したことで燃料パイプが詰まり、飛行中のエンジン故障（停止）の原因となっている。エンジン故障原因の内、これまでに少なくとも3件がDEF誤給油によるものであったことが事故調査から明らかとなっている。

## 尿素水不足問題
米中貿易戦争で中国に対する経済制裁にオーストラリアが追従したことで中華人民共和国では報復措置としてオーストラリアからの石炭輸入を停止した。中国では石炭の半数を輸入に頼っており、国内での採掘も自然災害による事故などの影響から中国国内で石炭不足が深刻化したことにより、尿素の主原料となるアンモニアの生産量が激減したことで2021年から開始された輸出規制（厳格化）により、そのほぼ全量を中国に依存していた大韓民国では混乱に陥り、この問題に対応するため大韓民国国防部でも、軽戦闘車両などで使用するため備蓄していた尿素水の半数を民間に対し提供した。なお韓国では採算性の問題から2011年に自国での生産を打ち切っている。
オーストラリアでも同様の理由から尿素水不足に陥っており、輸出規制が開始された時点で7週間分の備蓄量しか無いことでオーストラリア政府は懸念を表明し、2021年12月14日に新工場の建設を発表した。
この影響を受け日本でも一時的な不足に陥っている。原料となるアンモニアの自給率は8割と高いが、尿素の大半は輸入に頼っており、自給率は5割程度である。規制開始時に国内大手の一社である三井化学が定期検査に入っていた影響などから不足に陥ったため、経済産業省が製造業者に対し最大限の増産を要請し、2022年1月、平時における尿素水の全供給量を満たしたとして、この危機は回避された。